# この人を
『ポポンタイム この人を』は、日本テレビ系列局で放送されていた日本テレビ製作のトーク番組である。塩野義製薬の一社提供。全300回。製作局の日本テレビでは1956年12月3日から1962年9月16日まで放送。当初はモノクロ放送だったが、1959年7月21日からカラー放送となっている。

## 概要
さまざまな事情から日の目を見なかった善行者や同情に値する人々などにスポットを当てていた番組で、彼らを招いての対談を行っていた。
番組は、第三者が推薦するそのような条件に合う人のもとを訪れ、その人物の日常をフィルムに収めて紹介。そして本人を推薦者ともども番組の収録現場に招き、司会者との対談に入った。そして彼らにクイズを出して解かせ、正解なら賞金を出した。当時はまだテレビ以外の手法ではできなかった、テレビだけに可能な大衆参加の新しい形を示した。
収録は、当初は首都圏にある公会堂で行われていたが、1957年10月からは同年5月に竣工した読売会館のTVホールで行われていた。
神奈川県横浜市にある放送ライブラリーには、放送第219回の記録映像が保存されている。

## 放送時間
いずれも日本標準時。
- 月曜18:15 - 18:45 （1956年12月3日 - 1958年8月25日）
- 火曜19:00 - 19:30 （1958年9月2日 - 1962年5月29日）
- 日曜22:30 - 23:00 （1962年6月3日 - 9月16日）

## 歴代司会
- 秋元喜雄（河井坊茶）[5]：本名で出演。
- 金原二郎（日本テレビアナウンサー(当時)）[5]
- 早川元二（児童心理学者）[3]